# Radosław Parda
Radosław Parda (ur. 28 czerwca 1979 we Wrocławiu) – polski polityk, prawnik, poseł na Sejm V kadencji, przewodniczący Sejmiku Województwa Dolnośląskiego w latach 2004–2005, w latach 2006–2007 sekretarz stanu w Ministerstwie Sportu.

## Życiorys
W 2004 ukończył studia prawnicze na Uniwersytecie Wrocławskim, a w 2009 studia podyplomowe w Szkole Głównej Handlowej. Od 1993 do 1999 należał do Związku Harcerstwa Polskiego. W 1994 wstąpił do Młodzieży Wszechpolskiej, w której był m.in. prezesem koła we Wrocławiu, wiceprezesem, a następnie prezesem okręgu dolnośląskiego. W latach 2002–2004 pełnił funkcję członka rady naczelnej i skarbnika tej organizacji, następnie do kwietnia 2005 jej prezesa, od listopada 2005 do grudnia 2006 przewodniczącego sądu koleżeńskiego. Od 2002 do 2005 zasiadał w sejmiku dolnośląskim, w latach 2004–2005 zajmując stanowisko jego przewodniczącego.
Z listy Ligi Polskich Rodzin bezskutecznie kandydował w wyborach parlamentarnych w 2001 do Sejmu w okręgu wrocławskim (otrzymał 293 głosy), a w wyborach w 2004 do Parlamentu Europejskiego w okręgu dolnośląsko-opolskim (otrzymał 4507 głosów). Przed wyborami prezydenckimi w 2005 kierował sztabem wyborczym Macieja Giertycha.
W wyborach parlamentarnych w 2005 uzyskał mandat poselski z okręgu kieleckiego liczbą 7856 głosów. Zasiadał w Komisji Kultury Fizycznej i Sportu, Komisji do Spraw Unii Europejskiej, Komisji Administracji i Spraw Wewnętrznych oraz Komisji Sprawiedliwości i Praw Człowieka. Pełnił też funkcję skarbnika, a następnie wiceprzewodniczącego klubu parlamentarnego LPR. Od maja 2006 do kwietnia 2007 był sekretarzem stanu w Ministerstwie Sportu. W przedterminowych wyborach parlamentarnych w 2007 bez powodzenia ubiegał się o reelekcję w wyborach do Sejmu (otrzymał 1126 głosów).
W grudniu 2007 został pełnomocnikiem ds. Euro 2012 w Telewizji Polskiej. Następnie objął funkcję zastępcy dyrektora administracyjnego TVP. W 2010 został prezesem firmy działającej w sektorze usług lobbingowych.